# Поромник (п'єса)
«Поро́мник» — п'єса Джеза Баттерворта 2017 року. Дія розгортається за часів «Лихоліття», в ній йдеться про сім'ю колишнього волонтера ІРА, яка живе у своєму фермерському будинку в сільській місцевості графства Арма, у Північній Ірландії, у 1981 році. Тіло брата глави родини, було знайдено в болоті: чоловік зник десять років тому, і докази вказують на те, що вбивство було скоєно ІРА як покарання за його дезертирство. Квінн повинен повідомити цю новину своїй невістці, в яку він закоханий, і змиритися зі своїм минулим як члена Ірландської республіканської армії: звинувачення старих друзів у вбивстві його брата дискредитує справу, у яку він вірить.
Світова прем'єра п'єси відбулася 24 квітня 2017 року на сцені Royal Court Theatre (Лондон), де мала величезний успіх у критиків та глядачів, тривала майже рік й отримала театральну премію «Evening Standard» та премію Лоуренса Олів’є за найкращу нову п’єсу. У жовтні 2018 року п’єсу була показано на Бродвеї, де успіх було повторено – отримала |премію «Тоні» за найкращу п'єсу.
Прем'єра в Україні – 21 грудня 2024 року на сцені Національного академічного драматичного театру ім. Лесі Українки (Київ).

## Сюжет

### Пролог
Серпень 1981 року. Отця Горріґана, священика з графства Арма, викликали до Деррі Малдун, який повідомив йому про знайдене в сусідніх болотах із кулею, що застрягла в черепі тіло Шеймуса Карні. Карні зник десять років тому, залишивши дружину та сина, й відтоді про нього нічого не було чутно. Аналіз показав, що Карні було вбито одразу після його зникнення, і Малдун з'ясовує у священика, чи знає він брата жертви, Квіна Карні. Наляканий співрозмовником отець Горріґан починає говорити.

### Дія I
Ранній ранок на фермі в графстві Арма. Квін із Кейтлін Карні грають в карти, слухають музику і починають танцювати. Їх перебиває маленька Мерсі Карні, яка просить та отримує дозвіл зіграти на валторні, щоб розбудити своїх братів та решту сім’ї в той важливий день збору врожаю. Невдовзі кухня заповнюється всіма членами родини Карні: літнім дядьком Петом, тіткою Пет та тіткою Меґґі «Фаравей», а також усіма іншими дітьми Карні: підлітками Джей Джей, Майклом та Ойсіном, а також маленькими Шеною та Нуну. Гонор Карні із новонародженим Боббі. Поки сім’я снідає, Квінн повідомляє, що гусак для свята врожаю втік, й старші діти Карні вирушають на його пошуки. Поки Кейтлін готує дівчат, тітка Пет слухає промову Маргарет Тетчер по радіо й розлючена словами, які прем’єр-міністрка застосовує до голодувальників. Дівчата в домі запитують дядька Пата, чому Том Кеттл, ніжний велетень, який виступає як фактичний власник ферми, англієць, і чоловік розповідає їм, як Том був прийнятий своєю сім’єю понад тридцять років тому, коли був дванадцятирічним, його знайшли напівголим, брудним і розгубленим на березі річки, ймовірно, покинутим батьками через розумову відсталість.
Том Кеттл рятує ситуацію й знаходить гусака-втікача, приносить його додому та відправляє до загону, звідки Ойсін помилково дозволив йому втекти після того, як неправильно зачинив ворота ферми. Мері Карні, дружина Квінна та мати шести дітей Карні, рідко з’являється внизу, виглядає ніжною, але трохи незграбною. Жінка, яка рідко виходить зі спальні, спустилася, тому що її привернув галас, спричинений сваркою між Майклом та Ойсіном (сином Кейтлін), і після того, як усі інші члени сім’ї повернулися до своїх справ, вона залишилася одна в в кухні із невісткою. Незручне мовчання між Кейтлін і Мері порушує тітка Пет, яка кумедно розповідає про час, коли приїжджий священик прийняв Кейтлін за місіс Карні, дружину Квінна та матір дітлахів. Отець Горріґан приходить до будинку й просить про розмову наодинці із Квінном, який потім розповідає своїй невістці, про знайдене тіло її чоловіка Шеймуса, брата Квінна. Кейтлін шокована, але вирішує не псувати вечірку для всіх, особливо для свого сина Ойсіна, вирішивши зробити сумне оголошення родині наступного дня. Кейтлін та Квінн перериваються оголошенням про прибуття їхніх гостей, Коркоранів, та виходять привітати їх саме тоді, коли Том Кетл приносить гусака, якого він убив. Коли кухня пустує, Ойсін виходить зі своєї схованки: він усе підслухав і дізнався про смерть батька.

### Дія II
Поки Шена пеленає маленького Боббі, вісімдесятирічна тітка Меггі виходить із заціпеніння та відчуває мить ясності: усі маленькі дівчатка поспішають до неї, оскільки вони приписують паранормальні здібності та містичні здібності деменції своєї двоюрідної тітки. Поки її брати й батько ще збирають врожай, тітка Меґґі пророкує дівчаткам майбутнє та розповідає про нещасливу історію нерозділеного кохання з її підліткового віку. На запитання дівчата щодо суворості тітки Пет до англійців, тітка Меггі розповідає історію своєї сестри. У дитинстві Пет обожнювала свого старшого брата Майкла і була розбита горем, коли хлопчик утік з дому в 1914 році, щоб поїхати до Дубліна, щоб боротися за незалежність Ірландії. Після більш ніж року інтенсивного вивчення історії Ірландії у Пет розвинулась сильна ненависть до англійських загарбників. Вона вирушила до Дубліна, щоб знайти брата та боротися з ним за свободу своєї країни. Але Пет прибула до Дубліна під час Великодніх заворушень, й прибула вчасно, щоб побачити смерть Майкла, смертельно пораненого англійцями. Через кілька місяців Пет повернулася додому з пістолетом Майкла, загорнутим у носову хустку, змочену його кров’ю: саме маленька Меґі помітила повернення сестри, коли одного разу повернулася додому та знайшла Пат в саду, яка плакала від горя. Банші з усієї Ірландії об'єдналися, щоб оплакувати молодого революціонера. Тітка Меґґі також оголошує дівчатам, що їхній дядько Шеймус у країні.
З настанням сутінків Квінн, Джей Джей, Майкл, Ойсін й троє двоюрідних братів Коркоран – Шейн, Діармейд та Деклан – повертаються з полів на жнивну вечерю, яку готують Кейтлін і дівчата. Віддавши належну подяку та вшанувавши Ойсіна, який відзначився своїми зусиллями, великий клан Карні починає їсти, святкувати та танцювати. Шейн із Кейтлін шалено танцюють, але їх перериває тітка Пет, яка повідомляє, що Міккі Девайн помер від голоду. За оголошенням слідує прибуття Малдуна та його поплічників Лоуренса Мелоуна та Френка Маґенніса. Малдун висловлює свої співчуття родині з приводу смерті Шеймуса, і ця новина шокує Карні, які досі про це не знали. Відправивши своїх дітей та дружину спати, Квінн розмовляє наодинці з Малдуном, своїм старим товаришем із часів їхньої служби в ІРА. Після народження свого первістка Джей-Джей Квін пішов з політичної сцени, щоб присвятити себе родині, а його брат Шеймус, який чотири тижні тому приєднався до революційної армії, хотів зробити те саме, але Квінн звинувачує свого старого товариша у перешкоджанні йому це зробити, вбивши його. Малдун приїхав до Арма, щоб змусити Квінна пообіцяти не коментувати смерть його брата і ні за яких обставин публічно не звинуватити у вбивстві ІРА в той час, коли ірландська справа отримала велику підтримку у світі також завдяки мученикам другого голодування. Розлючений Квінн виганяє Малдуна з дому, але чоловік обіцяє повернутися. У пошуках сина Кейтлін перериває Том Кеттл, який, знаючи, що вона тепер вдова, просить її вийти за нього заміж. Жінка зворушена відданістю свого старого друга, але відхиляє пропозицію, коли Шейн заходить у двері й бачить, як англієць стає на коліна перед своєю тіткою.

### Дія III
Пізньою ніччю три брати Коркоран розповідають Майклу та Джей Джей про свою поїздку до Белфаста на похорон Боббі Сендса. Підбурюваний братом Шейн, старший із Коркоранів, розповідає двом хлопцям Карні, що раніше з ним зв’язувався Малдун: ірландський революціонер дав йому годинник, який він тепер носить на зап’ясті, щоб той міг стежити за чоловіком, пізніше вбитий ІРА. Шейн вихваляється тим, що тепер опинився в милості Малдуна настільки, що його використовували як спостерігача, поки солдати республіканської армії били хлопчика-католика за шпигунство на користь британців. Майкл та Джей Джей, спочатку шоковані, з подивом дізналися про жорстоке поводження Малдуна з ірландським католиком, поставивши під сумнів його правоту. Між двома родинами ледь не спалахує сварка, коли Шейн звинувачує батька Карні в боягузі та робить кілька надто відвертих коментарів про Кейтлін. Але останнє слово залишається за Майклом, і він вголос зазначає, що побитий католицький хлопчик, чиє срібне розп’яття Шейн зараз носить на шиї, можливо, не дуже відрізнявся від самого Шейна: балакучий підліток, який занадто багато розкрив свою причетність до ІРА. Шейн, роздратований і напідпитку, накидається на брата за те, що той підштовхнув його до розмови, а коли Ойсін нарешті повертається додому, він розповідає, що Том Кеттл попросив руки його матері. Після зауваження, що робити пропозицію жінці в день, коли вона дізнається, що вдова, це класична англійська поведінка, Шейн натяком пропонує Ойсіну застрелити Тома Кетла. Отець Горріґан повертається до будинку Карні, звідки його раптово вигнали вдень, щоб запропонувати Квінну (за завданням Малдуна) знайти нове місце для Кейтлін та її сина, оскільки в сповідальні жінка розповіла йому кілька разів, що закохана в його швагра. Знову Квінн виганяє священика з дому та злиться на свою дружину Мері, коли вона в окремому інтерв’ю висловлює думку, що він міг би дати Кейтлін трохи грошей, щоб почати нове життя в іншому місці тепер, коли вона точно знає, що вдова.
Розлючений Квінн зриває свою злість на своїй дружині, звинувачуючи її в несправедливій ревнощі, оскільки вона була тією, хто ізолював себе від сім’ї протягом останніх семи років, живучи як відлюдник нагорі через якісь фантомні віруси, які прикували її до ліжка. Кейтлін, яка досі не знайшла свого сина, повертається додому та пропонує приготувати сніданок, а Мері нарешті вирішує виконати це завдання сама. Залишившись наодинці, Кейтлін із Квінн нарешті виявляють свої почуття одне до одного, але їх перериває прихід Малдуна. Щоб змусити Малдуна залишити родину у спокої, Квін погоджується не звинувачувати ІРА у смерті свого брата, але його небажаний гість хоче більшого: Кейтлін доведеться переїхати в будинок у Деррі, щоб публічно показати, що між нею немає образи. Квінн рішуче відмовляється від пропозиції, але Кейлтін погоджується, бо знає, що Квінн не може залишити сім’ю, щоб бути з нею. П'яний Шейн входить в будинок й повертає розп'яття Малдуну, звинувачуючи його в катуванні хлопчика-католика. Перш ніж поплічники Малдуна встигають його вдарити, Шейн дає сигнал для сніданку, і вся родина спускається подивитися, що відбувається. Серед них також тітка Меггі, яка чує далекі крики. Перш ніж ситуація між Малдуном і Карні загострюється, Том Кетл вривається в будинок з трупом Ойсіна на руках: хлопець увійшов до нього з пістолетом тітки Пет, і Том, не впізнавши його в темряві, обеззброїв та зламав йому шию. Збентежена від горя Кейтлін намагається вдарити Малдуна бритвою дядька Пата, але Квінн її зупиняє та обеззброює. Квінн розвернеться й перерізає Малдуну горло, заберає його пістолет та вбиває Магенніса. Після того, як Мелоун наказав бігти в село і розповісти всім, що Квінн Карні помстився за вбивство його брата, сім'я залишається на самоті гадати, що буде далі, коли свічки мерехтять і гаснуть, а виття банші стають все голоснішими.

## Персонажі та актори
| Персонажі                                                            | Royal Court                                                                                 | West End                                                                                    | Broadway                              | Театр Лесі Українки (Київ)                  |
| Персонажі                                                            | 2017                                                                                        | 2017                                                                                        | 2018                                  | 2024                                        |
| -------------------------------------------------------------------- | ------------------------------------------------------------------------------------------- | ------------------------------------------------------------------------------------------- | ------------------------------------- | ------------------------------------------- |
| Квін Карні (40—50 років)                                             | Патрік Консідайн (William Houston, Owen McDonnell)                                          | Патрік Консідайн (William Houston, Owen McDonnell)                                          | Патрік Консідайн (Brian d'Arcy James) | Олександр Кобзар                            |
| Мері Карні (під 40)                                                  | Elise Alexandre Darcey Conway Darcy Jacobs Scarlett Nunes Scarlett Jolly (Кетрін Маккормак) | Elise Alexandre Darcey Conway Darcy Jacobs Scarlett Nunes Scarlett Jolly (Кетрін Маккормак) | Willow McCarthy (Емілі Бергл)         | Олександра Єна Анастасія Сердюк (Буніна)    |
| Кейтлін Карні (30—35 років)                                          | Лора Доннеллі (Sarah Greene, Розалі Крейг)                                                  | Лора Доннеллі (Sarah Greene, Розалі Крейг)                                                  | Лора Доннеллі (Holley Fain)           | Олена Сілантьєва                            |
| Тітка Патрісія Карні (80—90 років)                                   | Dearbhla Molloy                                                                             | Dearbhla Molloy                                                                             | Dearbhla Molloy                       | Наталія Кудря Ніна Ніжерадзе                |
| Дядько Патрік Карні (70—80 років)                                    | Des McAleer                                                                                 | Des McAleer                                                                                 | Mark Lambert (Fred Applegate)         | Юрій Гребельник Анатолій Ященко             |
| Тітка Меґґі Фаравей (70—80 років)                                    | Brid Brennan (Maureen Beattie)                                                              | Brid Brennan (Maureen Beattie)                                                              | Фіоннула Фленаґан                     | Ксенія Ніколаєва Олена Стефанська           |
| Малдун (40—50 років)                                                 | Stuart Graham                                                                               | Stuart Graham                                                                               | Stuart Graham (Ralph Brown)           | Станіслав Боклан                            |
| Френк Маґенніс (20—30 років)                                         | Eugene O'Hare                                                                               | Eugene O'Hare                                                                               | Dean Ashton                           | Юрій Кухаренко Альберт Малик                |
| Лоуренс Мелоун (20—30 років)                                         | Turlough Convery                                                                            | Turlough Convery                                                                            | Glenn Speers                          | Вадим Єрмішин                               |
| Том Кеттл (40—50 років, англієць-різнороб)                           | John Hodgkinson (Ivan Kaye, Justin Edwards)                                                 | John Hodgkinson (Ivan Kaye, Justin Edwards)                                                 | Justin Edwards (Shuler Hensley)       | Сергій Детюк Валерій Рождественський        |
| Отець Горріґан (50—60 років, священник)                              | Gerard Horan                                                                                | Gerard Horan                                                                                | Charles Dale                          | Олександр Ганноченко Олег Замятін           |
| Джеймс Джозеф (Джей Джей) Карні (16 років, старший син Квіна і Мері) | Niall Wright                                                                                | Niall Wright                                                                                | Niall Wright                          | Кирило Парастаєв Павло Текучев              |
| Майкл Карні (15 років)                                               | Fra Fee (Sean Delaney)                                                                      | Fra Fee (Sean Delaney)                                                                      | Fra Fee (Sean Delaney)                | Олександр Греков Оскар Костюченко           |
| Шена Карні (14 років)                                                | Carla Langley (Saoirse-Monica Jackson)                                                      | Carla Langley (Saoirse-Monica Jackson)                                                      | Carla Langley                         | Дарина Степанкова Дар'я Хвостенко           |
| Нуну (Нуала) Карні (11 років)                                        | Clara Murphy Angel O'Callaghan Isla Griffiths                                               | Clara Murphy Angel O'Callaghan Isla Griffiths                                               | Brooklyn Shuck                        | Єлизавета Наумова Катерина Худин            |
| Мерсі Карні (9 років)                                                | Genevieve O'Reilly                                                                          | Genevieve O'Reilly                                                                          | Genevieve O'Reilly                    | Анна Детюк Поліна Кірсанова Софія Ковальова |
| Гонор Карні (7 років)                                                | Sophia Ally Grace Doherty                                                                   | Sophia Ally Grace Doherty                                                                   | Matilda Lawler                        | Поліна Худин Анастасія Шепель               |
| Ойсін Карні (14 років, єдиний син Кейтлін)                           | Rob Malone (Laurie Kynaston)                                                                | Rob Malone (Laurie Kynaston)                                                                | Rob Malone                            | Іван Головко Олег Худик                     |
| Шейн Коркоран (17 років)                                             | Том Ґлінн-Карні (Laurie Davidson)                                                           | Том Ґлінн-Карні (Laurie Davidson)                                                           | Том Ґлінн-Карні                       | Захар Кермощук Олександр Крючков            |
| Дермід Коркоран (16 років)                                           | Conor MacNeill                                                                              | Conor MacNeill                                                                              | Conor MacNeill                        | Михайло Ганєв Сергій Присяжнюк              |
| Деклан Коркоран (13 років)                                           | Michael McCarthy Xavier Moras Spencer Jack Nuttall                                          | Michael McCarthy Xavier Moras Spencer Jack Nuttall                                          | Michael Quinton McArthur              | Олександр Горошков Володимир Мішуков        |
| Боббі Карні (9 місяців, новонароджений син Квіна і Мері)             |                                                                                             |                                                                                             |                                       |                                             |

## Історія постановок

### Лондон (2017)
Світова прем'єра вистави «Поромник» у постанові Сема Мендеса відбулася в театрі «Роял-Корт» 24 квітня 2017 року, вистава демонструвалася до 20 травня. Ця п'єса побила рекорд, адже в історії Royal Court Theatre ще не було вистави, яка б так швидко продавалася. До акторського складу увійшли Педді Консідайн, Лора Доннеллі (зникнення її справжнього дядька, Юджина Сімонса, надихнуло Баттерворта на сюжет твору), Женев'єв О'Рейлі, Брід Бреннан, Фра Фі, Джон Ходжкінсон, Стюарт Грем, Джерард Хоран, Карла Ленглі, Дез МакАлер, Конор МакНіл, Роб Мелоун, Дірбла Моллой, Юджин О'Гейр і Найл Райт.
2017 року вистава «The Ferryman» отримала три премії «Evening Standard Theatre Awards»: за найкращу п'єсу, найкращу режисуру (Сем Мендес) та акторське відкриття (Глінн-Керні). Наступної весни п'єсу було номіновано на вісім премій Лоуренса Олів'є, з яких отримала перемогу у трьох: найкраща нова п'єса, найкраща актриса (Лора Доннеллі) та найкращий режисер (Сем Мендес).

### Вест-Енд (2017—2018)
Виставу перенесли до театру Гілгуд 29 червня 2017 року (передпокази стартували 20 червня). Під час першої зміни акторського складу 9 жовтня 2017 року до касту приєдналися Вільям Х'юстон (Квінн Карні), Сара Грін (Кейтлін Карні), Іван Кей (Том Кеттл) та інші. Друга зміна акторського складу відбулася 8 січня 2018 року, за участю Розалі Крейг (у ролі Кейтлін Карні), Оуена МакДоннелла (в ролі Квінна Карні), Лорі Кінастон (як Ойсін Карні), Сирша-Моніка Джексон (як Шена Карні), Шон Делані (як Майкл Карні), Кевін Крідон (як Джей Джей Карні), Френсіс Мецца (як Шейн Коркоран), Теренс Кілі (як Діармайд Коркоран) і Джастін Едвардс. Покази вистави було припинено 19 травня 2018 року.

### Бродвей (2018—2019)

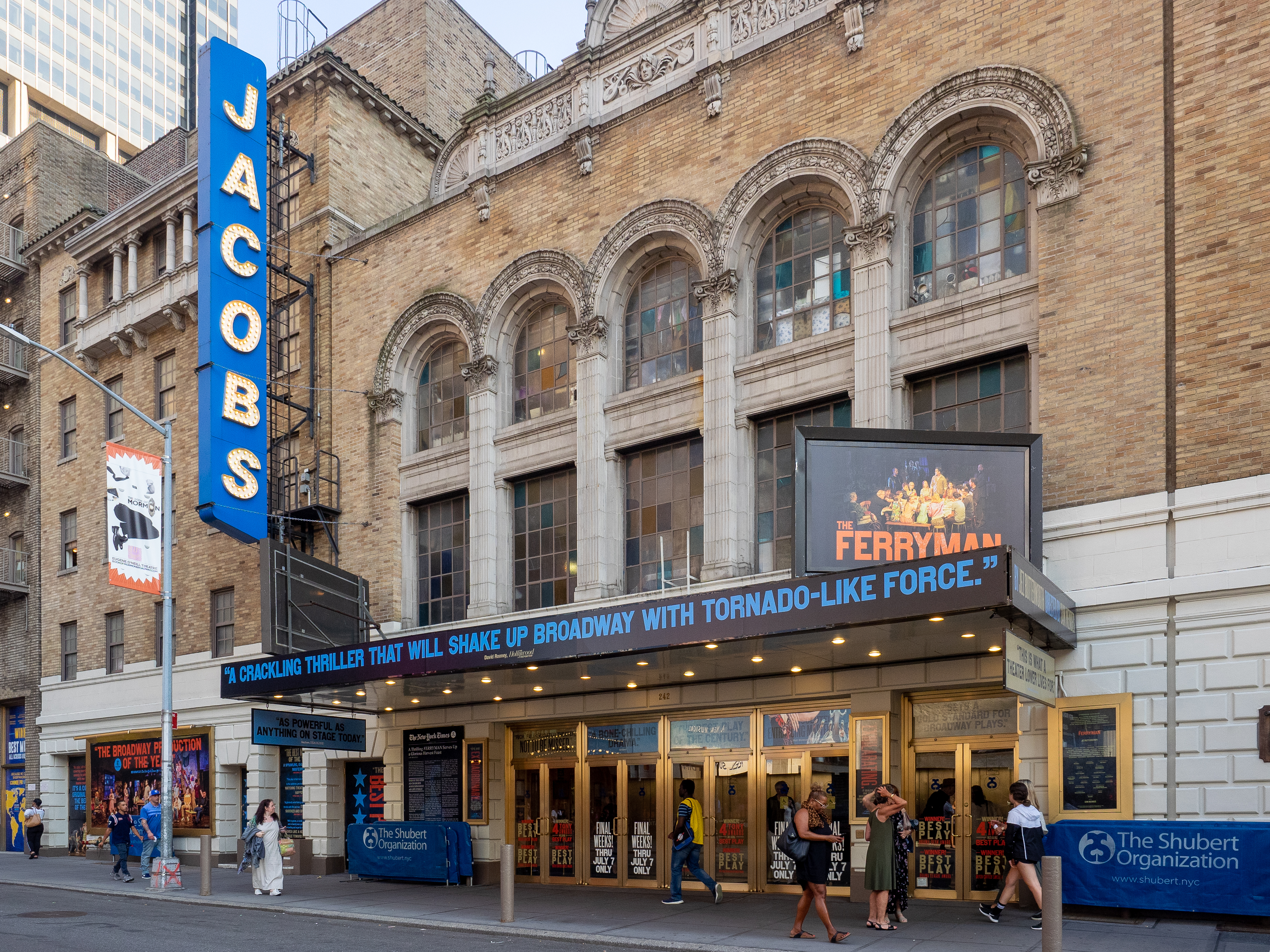
«The Ferryman» у Jacobs Theatre, 2019

Далі постановку передали до Театру Бернарда Б. Джейкобса на Бродвеї (передпокази стартували 2 жовтня 2018 року) з більшою частиною лондонського акторського складу. Вистава, здобувши чотири нагороди Тоні, була закрита 7 липня 2019 року.

### Київ (2024)
Перше прочитання п'єси в Україні реалізовано на сцені Національного академічного драматичного театру ім. Лесі Українки. Премєра відбулася 21 грудня 2024 року. Виконавцями головних ролей стали Олександр Кобзар та Станіслав Боклан. Режисер вистави Кирило Кашліков поштовхом до постановки п'єси вважає історичні алюзії: «Коли ми були в Ірландії (у 2023 році виставу „Переклади“ презентували в Національному театрі Ірландії Abbey Theatre), я думав про те, що в нас є дещо спільне — це незламність. Ірландців гнуть уже 400 років, а вони не згинаються. Україна теж».
Вистава, що задумана у 2020 році, з початком «великої війни» в Україні вибухнула своєю актуальністю: «У перервах між повітряними тривогами, блекаутами і ракетними обстрілами „Поромник“ — ніби довга емоційна мандрівка, в яку занурюєшся, стаєш її частиною, відчуваєш серцебиття героїв, хочеш втишити їхні болі або опинитися за їхнім гамірним столом і, головне, загострює відчуття, як важливо цінувати кожну хвилину життя».
Вистава отримала позитивні відгуки журналістів та театральної спільноти. «Поромник» має всі принади, властиві ірландським п'єсам: терпкий гумор, розваги з галонами віскі, фольклорні пісні й танці. А ще патріотизм і націоналізм, так само близький і українцям" (Сергій Васильєв). «Ми відвикли від довгих психологічних вистав, але в „Поромнику“ Джеза Баттерворта нема жодного зайвого слова, сцени, персонажа. Як, власне, і у виставі Кирила Кашлікова. Режисер розбирає на молекули цей світ, щоби знов зібрати і зробити його зрозумілим кожному з акторів і кожному з глядачів у залі» (Ольга Стельмашевська).

## Нагороди та номінації

### Лондонська постановка
| Рік  | Нагорода                       | Номінація                               | Номінант            | Результат |
| ---- | ------------------------------ | --------------------------------------- | ------------------- | --------- |
| 2017 | Evening Standard Theatre Award | Найкраща п'єса                          | Джез Баттерворт     | Перемога  |
| 2017 | Evening Standard Theatre Award | Найкраща акторка                        | Лора Доннеллі       | Номінація |
| 2017 | Evening Standard Theatre Award | Найкращий режисер                       | Сем Мендес          | Перемога  |
| 2017 | Evening Standard Theatre Award | Акторське відкриття                     | Том Ґлінн-Карні     | Перемога  |
| 2017 | Critics’ Circle Theatre Award  | Найкраща нова п'єса                     | Джез Баттерворт     | Перемога  |
| 2018 | Премія Лоуренса Олів'є         | Найкраща нова п'єса                     | Найкраща нова п'єса | Перемога  |
| 2018 | Премія Лоуренса Олів'є         | Найкращий актор                         | Патрік Консідайн    | Номінація |
| 2018 | Премія Лоуренса Олів'є         | Найкраща акторка                        | Лаура Доннеллі      | Перемога  |
| 2018 | Премія Лоуренса Олів'є         | Найкращий актор другого плану           | Джон Ходжкінсон     | Номінація |
| 2018 | Премія Лоуренса Олів'є         | Найкраща акторка другого плану          | Брід Бреннан        | Номінація |
| 2018 | Премія Лоуренса Олів'є         | Найкраща акторка другого плану          | Деарбгла Моллой     | Номінація |
| 2018 | Премія Лоуренса Олів'є         | Найкращий режисер                       | Сем Мендес          | Перемога  |
| 2018 | Премія Лоуренса Олів'є         | Найкраща декорація                      | Роб Гауелл          | Номінація |
| 2018 | WhatsOnStage Award             | Найкраща нова п'єса                     | Найкраща нова п'єса | Перемога  |
| 2018 | WhatsOnStage Award             | Найкращий актор другого плану у виставі | Фра Фі              | Перемога  |
| 2018 | WhatsOnStage Award             | Найкращий режисер                       | Сем Мендес          | Перемога  |

### Бродвейська постановка
| Рік  | Нагорода                             | Номінація                                                 | Німінант                                                  | Результат        |
| ---- | ------------------------------------ | --------------------------------------------------------- | --------------------------------------------------------- | ---------------- |
| 2019 | Премія «Тоні»                        | Краща п'єса                                               | Краща п'єса                                               | Перемога         |
| 2019 | Премія «Тоні»                        | Кращий актор у головній ролі                              | Патрік Консідайн                                          | Номінація        |
| 2019 | Премія «Тоні»                        | Краща акторка у головній ролі                             | Лора Доннеллі                                             | Номінація        |
| 2019 | Премія «Тоні»                        | Кращий актор у ролі другого плану                         | Фіоннула Фленаґан                                         | Номінація        |
| 2019 | Премія «Тоні»                        | Кращий режисер                                            | Сем Мендес                                                | Перемога         |
| 2019 | Премія «Тоні»                        | Краще сценічне оформлення вистави                         | Роб Гауелл                                                | Перемога         |
| 2019 | Премія «Тоні»                        | Кращий дизайн костюмів                                    | Роб Гауелл                                                | Перемога         |
| 2019 | Премія «Тоні»                        | Краще світлове оформлення                                 | Пітер Мамфорд                                             | Номінація        |
| 2019 | Премія «Тоні»                        | Краще звукове оформлення                                  | Нік Павелл                                                | Номінація        |
| 2019 | Drama Desk Award                     | Видатна гра                                               | Видатна гра                                               | Перемога         |
| 2019 | Drama Desk Award                     | Видатний актор у виставі                                  | Том Ґлінн-Карні                                           | Перемога         |
| 2019 | Drama Desk Award                     | Видатний режисер вистави                                  | Сем Мендес                                                | Перемога         |
| 2019 | Drama Desk Award                     | Видатний звуковий дизайн вистави                          | Нік Павелл                                                | Перемога         |
| 2019 | Drama League Award                   | Видатна постановка бродвейської чи небродвейської вистави | Видатна постановка бродвейської чи небродвейської вистави | Перемога         |
| 2019 | Drama League Award                   | Видатна продуктивність                                    | Патрік Консідайн                                          | Номінація        |
| 2019 | New York Drama Critics' Circle Award | Найкраща п'єса                                            | Джез Баттерворт                                           | Перемога         |
| 2019 | Outer Critics Circle Award           | Видатна нова бродвейська п'єса                            | Видатна нова бродвейська п'єса                            | Перемога         |
| 2019 | Outer Critics Circle Award           | Найкраща акторка у виставі                                | Фіоннула Фленаґан                                         | Номінація        |
| 2019 | Outer Critics Circle Award           | Видатний режисер вистави                                  | Сем Мендес                                                | Перемога         |
| 2019 | Outer Critics Circle Award           | Видатний сценічний дизайн (п'єса чи мюзикл)               | Роб Гауелл                                                | Номінація        |
| 2019 | Outer Critics Circle Award           | Видатний дизайн костюмів (п'єса або мюзикл)               | Роб Гауелл                                                | Номінація        |
| 2019 | Theatre World Award                  | Theatre World Award                                       | Патрік Консідайн                                          | Почесний лауреат |
| 2019 | Theatre World Award                  | Theatre World Award                                       | Том Ґлінн-Карні                                           | Почесний лауреат |

## Переклади
Переклад українською здійснив Денис Дорошевський, вірші та пісні переклала Олени О'Лір.